# Junonia gomensis
Junonia gomensis är en fjärilsart som beskrevs av Abel Dufrane 1945. Junonia gomensis ingår i släktet Junonia och familjen praktfjärilar. Inga underarter finns listade i Catalogue of Life.